# Hieracium cremiceps
Hieracium cremiceps es una especie de planta con flor del género Hieracium, de la familia Asteraceae, orden Asterales.

## Distribución
Hieracium cremiceps se distribuye por Suecia.

## Taxonomía
Fue descrita científicamente por T. Tyler. Fue publicada en Nordic J. Bot. 35: 314 (2017).